# مسجد جامع آستارا
مسجد جامع آستارا یکی از مهم ترین، قدیمی‌ترین مساجد آستارا که در مرکز شهر واقع شده‌است، بنای مسجد در سال ۱۲۸۲ قمری بنیان‌گذاری شده و در سال‌های اخیر مصلای نمازجمعه و مسجد پس از نوسازی دوم ادغام گشتند.

## ییشینه
مسجد جامع آستارا در سال ۱۲۸۲ قمری معادل با ۱۸۶۵ میلادی پس از دایرشدن اداره گمرکات و اجتماع مردم در شهر؛ به طبع آن ایجاد بازار، صادرات و واردات با معاشرت اهالی شهر و برادران کریم زاده، عباس‌زاده، حاجی حسین، آل قنبر، اصغرزاده، علی اوف تبریزی و بسیاری از تجار عصر با راهنمایی روحانیت عصر حاجی صفر شیروانی احداث گردید.

## ساخت
گویند چوب آلات مسجد را از حیاط محوطه اش بریده‌اند. در محوطه این مسجد قبرستان کوچکی نیز موجود بوده که سنگ قبرها تراشیده و منقش به تیر و کمان می‌بودند، که دوران صفوی را تداعی می‌کرد. آجرهایی که در ساخت بنا به کار برده شده، به کل از لنکران با ارّابه‌های گاومیش آورده‌اند. پس از ساخت و در دوران اولیه حیاط مسجد، ملاعلی ملک الشعرا (بنی علی) و عبدالرزاق کریمی سال‌ها در این مکان به تدریس علوم دینی و اسنادنویسی مشغول بوده‌اند.

## سنگ سیاه
در حیاط مسجد در سمت جنوبی سنگ سیاهی به اندازه یک گوساله و منقش موجود است. (عنو داشی) که به سوراخ آن نذری می‌دادند.

## نوسازی
مسجد جامع دو سال پس از انقلاب ۱۳۵۷ ایران تجدید بنا گشته است. در یک دهه اخیر با تجدید بنای دوم در دوران جموری اسلامی، مصلای نمازجمعه با مسجد ادغام گشتند.